# Bryum subhomalobolax
Bryum subhomalobolax är en bladmossart som beskrevs av Ferdinand François Gabriel Renauld och Jules Cardot 1909. Bryum subhomalobolax ingår i släktet bryummossor, och familjen Bryaceae. Inga underarter finns listade i Catalogue of Life.